# Afromarengo coriacea
Afromarengo coriacea là một loài nhện trong họ Salticidae.
Loài này thuộc chi Afromarengo. Afromarengo coriacea được Eugène Simon miêu tả năm 1900.